# Афганские беженцы
Афганские беженцы являются гражданами Афганистана, которые покинули свою страну в результате крупных войн или преследований. Советское вторжение в Афганистан в 1979 году ознаменовало первую волну внутреннего перемещения и притока беженцев из Афганистана в соседние Пакистан и Иран, которые начали предоставлять убежище афганским беженцам. Когда в 1989 году закончилась война в Афганистане, эти беженцы начали возвращаться на родину. В апреле 1992 года началась крупная гражданская война после того, как моджахеды взяли под свой контроль Кабул и другие крупные города. Афганцы вновь бежали в соседние страны.
В общей сложности 6 миллионов афганских беженцев были размещены в Пакистане и Иране, что сделало Афганистан крупнейшей страной-производителем беженцев в мире, титул которой держался в течение 32 лет. Афганцы в настоящее время являются второй по величине группой беженцев после сирийских беженцев. Большинство афганских беженцев (95 %) находятся в Иране и Пакистане. Некоторые страны, входившие в состав международных сил содействия безопасности (МССБ), приняли небольшое число афганцев. Этнические меньшинства, такие как афганские сикхи и индуисты, часто бежали в Индию.

## Внутренние беженцы
В Афганистане насчитывается более миллиона внутренне-перемещенных лиц. Большинство из них переселялись в соседние регионы из-за конфликта и насилия, хотя есть также причины стихийных бедствий. В результате Советского вторжения 1979 года около 2 миллионов афганцев были перемещены внутри страны, в основном из сельских районов в городские. Гражданская война в Афганистане (1992—1996) вызвала новую волну внутреннего перемещения, многие афганцы переезжают в северные города, чтобы уйти из районов, где правит Талибан. Афганистан по-прежнему страдает от отсутствия безопасности и наличия конфликтов, что привело к увеличению числа беженцев.

## Страны, принимающие беженцев

### Статистика
Как показано в таблице ниже, беженцы бежали из Афганистана в четыре основные волны:
1. Советская война в Афганистане (1979—1989)
2. Гражданская война в Афганистане (1992—1996)
3. Правление Талибов (1996—2001)
4. Война в Афганистане (2001—2014)

| Страна/Регион  | 1. Советская война в Афганистане | 2. Гражданская война в Афганистане | 3. Правление Талибов | 4. Война в Афганистане |
| -------------- | -------------------------------- | ---------------------------------- | -------------------- | ---------------------- |
| Пакистан       | ~3,100,000                       |                                    |                      | 1,300,000 — 2,500,000  |
| Иран           | ~3,100,000                       |                                    |                      | 951,142 — 2,400,000    |
| ОАЭ            |                                  |                                    |                      | 300,000                |
| Германия       |                                  |                                    |                      | 126,334                |
| Великобритания |                                  |                                    |                      | 56,000                 |
| Нидерланды     |                                  |                                    |                      | 44,000                 |
| Австрия        |                                  |                                    |                      | 20,349                 |
| Дания          |                                  |                                    |                      | 15,854                 |
| Индия          |                                  |                                    |                      | 18,000                 |
| Таджикистан    |                                  | 1161                               | 15,336               | 3,427                  |
| Катар          |                                  |                                    |                      | 3,500                  |
| Сирия          |                                  |                                    |                      | 1,750                  |
| Турция         |                                  |                                    |                      | 4,150                  |

## Возвращение в Афганистан беженцев с 2002 года
После свержения режима Талибов в конце 2001 года более 5 миллионов афганцев были репатриированы через УВКБ из Пакистана и Ирана в Афганистан. В последние годы в Афганистан начали возвращаться сотни тысяч афганцев. По данным ООН, к концу 2016 года около 600 000 легальных и нелегальных афганцев были репатриированы из Пакистана. По данным МОМ, возвращение не имеющих документов афганских беженцев из Пакистана в 2016 году было более чем в два раза больше, чем в 2015 году, увеличился на 108 % с 2015 года (248 054 против 119,279). Остальные зарегистрированные афганские беженцы в Пакистане составляют около 1,3 миллиона человек. В том же году УВКБ сообщило, что в Иране проживает 951 142 афганца. Большинство из них родились и выросли в Пакистане и Иране за последние три с половиной десятилетия, но по-прежнему считаются гражданами Афганистана.

## Международная помощь
17 марта 2003 года Афганистан, Пакистан и УВКБ ООН в подписали трехстороннее соглашение в целях содействия добровольной репатриации афганских беженцев из Пакистана. Кроме того, в 2012 году Международная конференция по стратегии решений для афганских беженцев в поддержку добровольной репатриации, устойчивой реинтеграции и помощи принимающим странам начала четырёхстороннюю инициативу с исламскими республиками Афганистан, Иран и Пакистан и УВКБ ООН по содействию добровольной репатриации, устойчивой реинтеграции, и оказанию помощи принимающим странам. В 2015 году сегмент высокого уровня 66-го заседания Исполнительного Комитета УВКБ ООН был посвящен афганским беженцам. Это была попытка привлечь внимание международного сообщества и содействовать устойчивому урегулированию ситуации с афганскими беженцами.
В связи с продолжающимся конфликтом, отсутствием безопасности, безработицей и нищетой в Афганистане афганское правительство сталкивается с трудностями в решении проблем, связанных с внутренней миграцией, а также с притоком возвращенцев в течение короткого периода времени. В целях удовлетворения нужд возвращающихся беженцев ООН потратила на гуманитарную помощь порядка 240 миллионов долларов.

## Связанные статьи
- Исламская Республика Афганистан
- Пуштуны — наиболее крупный народ Афганистана